# Köhninge
Köhninge ist eine Insel im Fluss Havel in der Stadt Brandenburg an der Havel. Die Insel liegt dem Ortsteil Saaringen gegenüber und etwas flussaufwärts der Insel Großes Ohr beziehungsweise flussabwärts der Insel Lange Reihe.